# Charles Gilbert Chaddock
Charles Gilbert Chaddock (ur. 14 listopada 1861 w Jonesville, zm. 20 lipca 1936) – amerykański lekarz neurolog, tłumacz i poeta.

## Życiorys
Urodził się w Jonesville w Michigan, jako syn lekarza, służącego w Michigan Seventh Volunteer Infantry podczas wojny secesyjnej. Ukończył University of Michigan College of Medicine and Surgery w 1885. Następnie pracował jako lekarz w Northern Michigan Asylum w Traverse City.
Od 1888 do 1889 uzupełniał studia w Monachium. Po powrocie został ordynatorem w szpitalu w Traverse City, potem przeniósł się do St. Louis. Tam został profesorem chorób nerwowych i umysłowych w Marion-Sims College. W latach 1897–1899 przebywał w Paryżu i był asystentem Józefa Babińskiego.
W 1899 jako pierwszy opisał objaw, znany dziś jako objaw Chaddocka.
Przypisuje mu się również pierwsze użycie słowa „homosexual” w języku angielskim – użył go w tłumaczeniu "Psychopathia Sexualis" Kraffta-Ebinga w 1887 roku.
Żonaty z Adelaide Gowans MacPherson (1890).

## Lista prac
- An experimental study in the domain of hypnotism. An authorized translation from Krafft-Ebing. New York and London, Putnam 1889 129 ss.
- The "specifics" for inebrity. Medical Standard 11, 1-3 (1892)
- A suggestion for the statistical classification of insanity. Alienist and Neurologist 13, ss. 322-325 (1892)
- The possibility of cure of insanity. American Lancet 16, ss. 121-127 (1892)
- The visual imagery of alcoholic delerium. Alienist and Neurologist 13, ss. 86-90 (1892)
- Psychopathia sexualis; with especial reference to contrary sexual instincts; a medicolegal study. Authorized translation from the 7th enlarged and revised German edition of Krafft-Ebing. Philadelphia, F. A. Davis Company, 1892. 436 ss.
- Retinal excitation of cortical origin in visual hallucination. Journal of the American Medical Association 19 (13), ss. 376-378 (1892)
- Primary Rheumatic Endocarditis with Erythema Nodosum. New York Medical Journal 55, 290-292 (1892)
- Moral Health. Medical Mirror 5, ss. 141-150 (1894)
- The Mental Condition of Arthur Duestrow; a Report Submitted to His Attorneys. Journal of the American Medical Association 24, ss. 232-236 (1895)
- The Mental Condition of Arthur Duestrow; a Report Submitted to His Attorneys. Medical Mirror 6, ss. 62-70 (1895)
- Therapeutic suggestion in psychopathia sexualis (pathological manifestations of the sexual sense) with especial reference to contrary sexual instinct. Authorized translation from Schrenck-Notzing. Philadelphia, F. A. Davis and Company 1895. 320 ss.
- Some brief and practical observations on common nervous diseases. St. Louis Medical Gazette 2, ss. 173-175 (1898)
- Spastic Hemiplegia, Flaccid Paraplegia and Spastic Paraplegia. Medical Fortnightly ij, 144-150 (1900)
- Paretic Dementia; Musculo-Spinal Palsy; Chorea Mollis. Saint Louis Medical Review 42, 434-437 (1900)
- Huntington's chorea; hysterical insanity with generalized analgesia. Medical Fortnightly 19, ss. 54-60 (1901)
- A Case of Muscular Dystrophy (Landouzy-Dejerine). Journal of Nervous and Mental Disease 28, 149-153 (1901)
- A Case of Peroneal Muscular Atrophy (Type Charcot-Marie). Journal of Nervous and Mental Disease 28 (7), ss. 408-412 (1901)
- Recherches sur l'alteration de la sensibility dans 10 cas de sclerose en plaques (with M. de Gothard). Revue Neurologique s. 652 (1902)
- Report of observations made in the clinic of Dr. J. Babinski of Paris. American Journal for Insanity 60, ss. 311-320 (1903)
- Some Cases of Functional Nervous Disease. Medical Fortnightly 2, ss. 177-184
- Some phases of nervous disease of interest to dentists. Dental Digest 9, 413-422 (1903)
- Remarks on the significance of some nervous signs and symptoms. Interstate Medical Journal 10, ss. 139-145 (1903)
- Salycilate of soda in the treatment of Basedow's disease. Journal of the American Medical Association 40, 1080-1081 (1903)
- Mental perversion of the sexual instinct. W: A text-book of legal medicine and toxicology, Vol. 1. Philadelphia, W. B. Saunders & Co., 1903 ss. 683-715
- Impotence and sterility W: A text-book of legal medicine and toxicology, Vol. 2 ss. 117-144.
- Sexual Crimes. W: Hamilton and Godkin's System of legal medicine. New York: E. B. Treat 1895 ss. 525-572
- Textbook of insanity. Authorized translation from Krafft-Ebing. Philadelphia, F. A. Davis and Company 1903. 638 ss.
- Hypnotism. Int. dent. J., Philad., 2 ss. 686-696 (1904)
- Outlined of Psychiatry. St. Louis, Commercial Printing Company 1904 228 ss.
- The Reflex of the Tendo Achilles. Interstate Medical Journal 12, ss. 778-784 (1905)
- An Historical Review of the Development of Knowledge of the Relation of Mind and the Nervous System. Interstate Medical Journal 12, ss. 245-260 (1905)
- J. Babinski's differential diagnosis of organic hemiplegia and hysterical hemiplegia. An authorized translation. Interstate Medical Journal 12, ss. 1-23 (1905)
- Some Intrinsic Characteristics of Paralysis. Medical Fortnightly 29, ss. 213-217 (1906)
- Medical Education in Paris. Saint Louis Medical Review 55, ss. 266-268 (1907)
- An explanation of the external malleolar sign made with a view to incite study of it to determine its place in semiology. Journal of the Missouri State Medical Association 8, 138-144.
- A Preliminary Communication Concerning a New Diagnostic Nervous Sign. Interstate Medical Journal 18, ss. 742-746 (1911)
- The External Malleolar Sign. Interstate Medical Journal 18, ss. 1026-1038 (1911)
- A New Reflex Phenomenon in the Hand; The Wrist-Sign (Read before the St. Louis Neurological Society, 8 Jan. 1912.). Interstate Medical Journal 19, ss. 127-131 (1912)
- J. Babinski's "Tendon reflexes and bone reflexes." An authorized translation. Interstate Medical Journal 21, ss. 75-84, 178-185, 585-594, 695-704 (1914)
- Early diagnosis in tuberculosis of the nervous system. Interstate Medical Journal 21, ss. 333-340 (1914)
- An Appreciation of Dr. G. Henderson. Bull. St. Louis med. Soc., June 6 1927
- Some Cutaneous and Deep Reflexes of the Arm and Hand. Journal-Lancet 56, ss. 38-39 (1936)